# Талбакуль
Талбакуль — село в Колосовском районе Омской области. Административный центр Талбакульского сельского поселения.

## История
Основано в 1866 году. В 1928 году село Толбакуль состояло из 108 хозяйств, основное население — русские. В административном отношении являлось центром Толбакульского сельсовета Нижне-Колосовского района Тарского округа Сибирского края.

## Население
| 1926 | 2010 |
| ---- | ---- |
| 573  | ↘330 |

## Улицы
- ул. Молодёжная,
- ул. Почтовая,
- ул. Российская,
- ул. Сибирская,
- ул. Школьная.